# Витончено-мистецькі музеї Сан-Франциско
Витончено-мистецькі музеї Сан-Франциско (англ. Fine Arts Museums of San Francisco; скор. FAMSF) — музейний комплекс у Сан-Франциско, Каліфорнія, США.
Музейний комплекс включає M. H. de Young Memorial Museum у парку «Золоті ворота» і Legion of Honor у Лінкольн-Парку, будучи найбільшим культурним інститутом у Сан-Франциско й одним з найбільших художніх музеїв у Каліфорнії.
Колекція музею складається зі шести розділів, в яких є 150 000 об'єктів, 90 % яких оцифрована. У 2012 році музей відвідало близько 1,6 млн осіб. У цьому ж році Музей образотворчих мистецтв Сан-Франциско і французький музей Лувр підписали угоду, яка передбачає спільні виставки і обмін витворами мистецтва. Умови угоди діятимуть п'ять років.

## Ресурси Інтернету
- Вікісховище має мультимедійні дані за темою: Витончено-мистецькі музеї Сан-Франциско
- Офіційний сайт [Архівовано 28 лютого 2011 у Wayback Machine.] (англ.)
- Fine Arts Museums of San Francisco [Архівовано 6 жовтня 2016 у Wayback Machine.] (англ.)
- Музей образотворчих мистецтв Сан Франциско [Архівовано 22 жовтня 2016 у Wayback Machine.] (рос.)